# Richard Geiger
Pour les articles homonymes, voir Geiger.
Richard Geiger, né à Vienne (Autriche-Hongrie) le 29 juin 1870 et mort à Budapest (Royaume de Hongrie) le 9 février 1945, est un artiste peintre, affichiste, graveur et illustrateur autrichien.

## Biographie
Fils d'Antal Geiger et Jozefin Wahringer, d'une famille appartenant à la communauté juive de Hongrie installée dans la capitale de l'Empire austro-hongrois, Richard Geiger entre à l'académie des beaux-arts de Vienne. Dans un premier temps, il a pour professeurs les peintres Christian Griepenkerl et August Eisenmenger. Puis, il intègre l'académie des arts de Berlin pour étudier la sculpture sous la direction de Fritz Klimsch. Il expose ses premières œuvres dans le cadre du salon de cette académie. Richard Geiger se rend ensuite à Paris, et séjourne à l'Académie Julian, travaillant dans l'atelier de François Flameng. À cette époque, il peint des portraits de chiffonniers et de vagabonds,.
À partir de 1893, il travaille à Budapest, livrant des illustrations pour des périodiques et des maisons d'édition hongroises. Parmi celles-ci, on compte Izidor Kner (hu) et Athenaeum, pour des auteurs comme Karl May, publié en hongrois. Durant cette période, il aura produit 104 monotypes. Durant la Première Guerre mondiale, il collabore principalement au journal hongrois Tolnai Világlapja (hu) et conçu le logo de l'Institut national israélite pour les sourds-muets (Budapest, 1917). Dans les années 1920, il est de nouveau illustrateur pour des éditeurs d'ouvrages.
Il épousa en 1893 Malvina Madlovich [ou Madlovitz] (1871–1954).
Mort en février 1945, sa tombe est située dans le cimetière israélite de Kozma utca, Budapest-10.

## Œuvre
Outre une production d'affiches ainsi que des gravures pour des ouvrages, Geiger peignit de nombreux portraits, des nus féminins et des scènes de genre, très marqués par l'Art nouveau. Il se spécialisa un moment dans la composition de Pierette, la version féminine du Pierrot, de Colombine, et de scènes de carnaval. Il exposa à Paris, Vienne, Budapest (dont au Műcsarnok dès 1913) et en Allemagne. En septembre 2022, une part importante de son travail graphique est exposée au Magyar Szecesszió Háza (« musée de l'Art nouveau », Budapest).

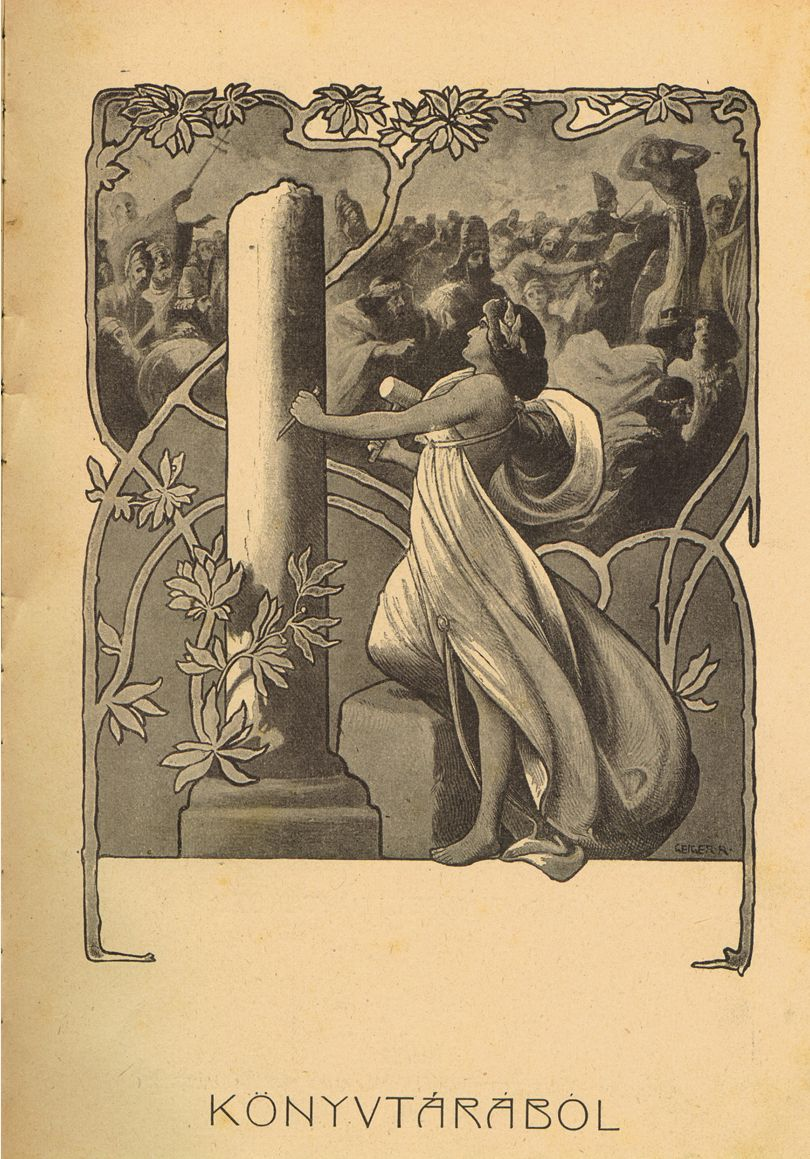
Gravure « A világ történelme » d'Endrei Zalán (hu)[6].
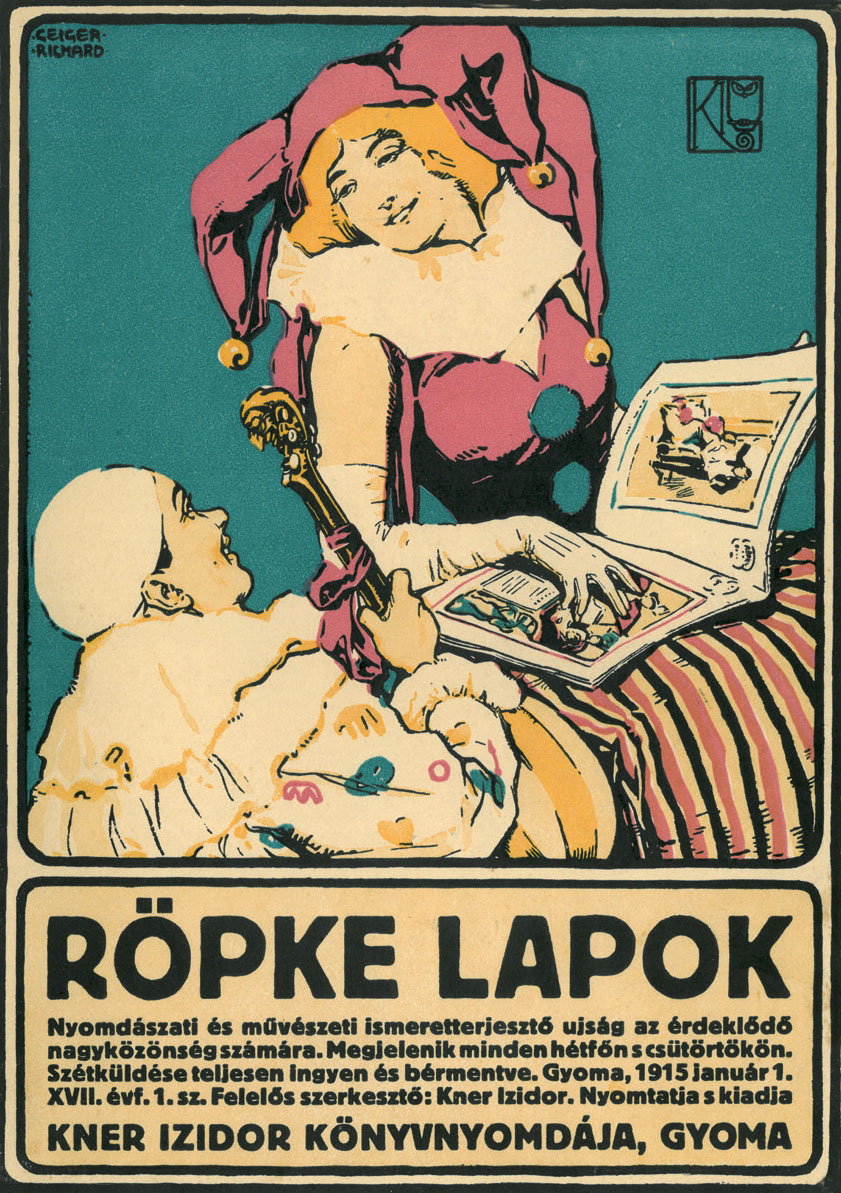
Röpke lapok, affiche lithographiée (1915).
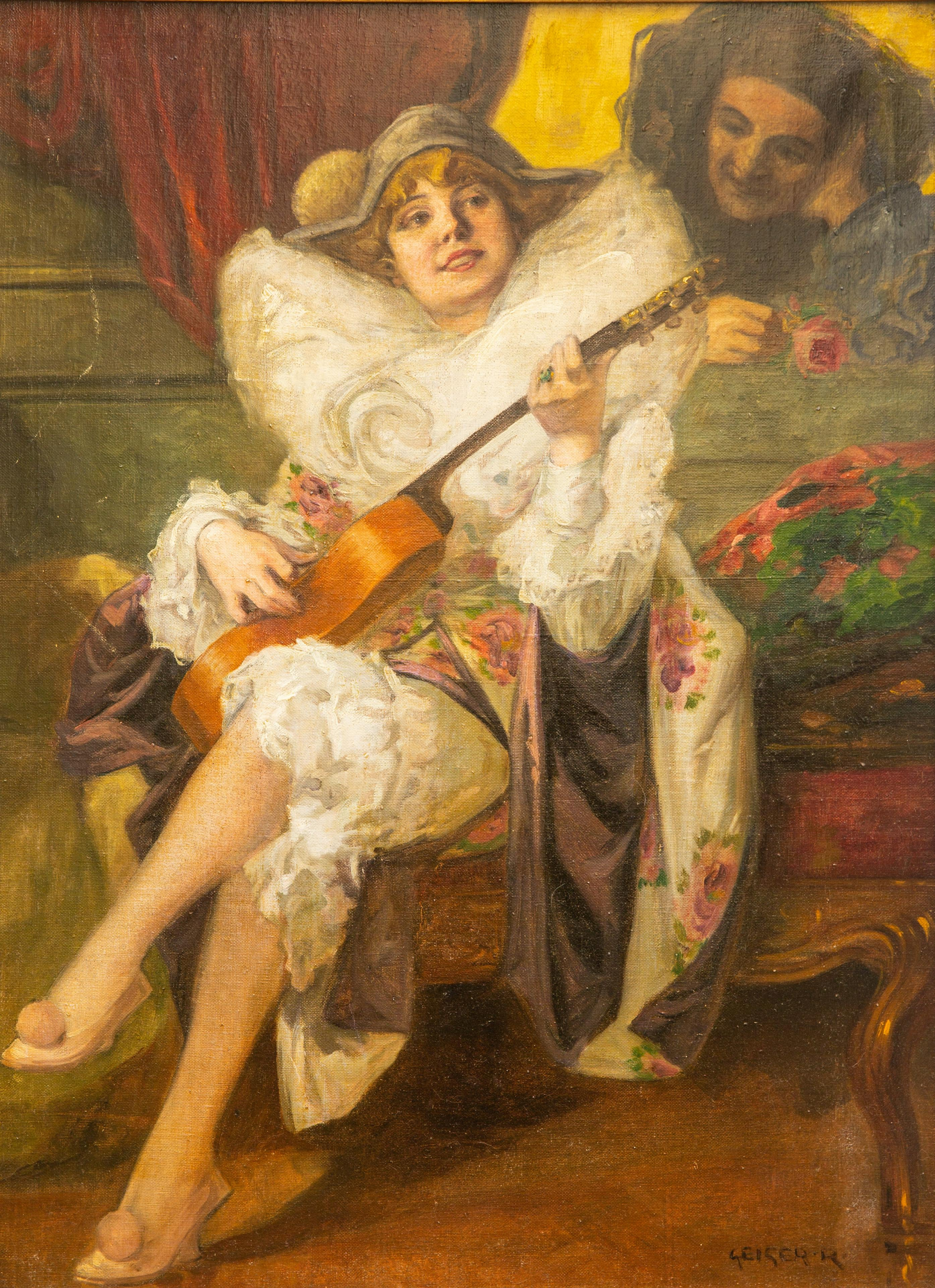
Colombine, huile sur toile (s.d. et s.l.).
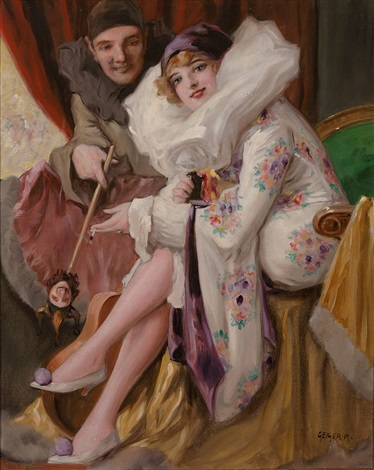
Pierrot et Pierrette, huile sur toile